# Raedersdorf
Raedersdorf je občina v departmaju Haut-Rhin francoske regije Alzacija.
Leta 1990 je v občini živelo 491 oseb oz. 66 oseb/km².